# 藍焰突擊
《藍焰突擊》是一部中國大陸都市消防救援電視劇。由林柯、張珂执导，任嘉倫、陳小紜領銜主演。
本劇講述市井青年李溪成帶着「救火英雄」的光環加入消防中隊，在與一眾夥伴共同歷經生死考驗後，用自己的青春和熱血終以消防事業為人生志向的故事。台灣OTT平台由LINE TV、LiTV 線上影視、friDay影音、MyVideo於4月22日起同步跟播。

## 播出時間

### 首播
| 播放頻道/平台            | 所在地   | 播出日期      | 播出時間 | 備註 |
| 江蘇衛視幸福劇場         | 中国大陆 | 2022年4月16日 | 19:30    | - 第一週週六更新一集；週日更新兩集 - 第二週開始每週一至週五、週日更新兩集 - 第二週開始每週六更新一集              |
| 優酷                     | 中国大陆 | 2022年4月16日 | 22:00    | VIP會員 - 每週六至週日更新一集（第一週加更兩集) - 每週一至週五更新兩集 非会员 - 4月17日首播；每週一至週日更新一集 |
| YouTube 捷成華視偶像劇場 | 臺灣     | 2022年4月18日 | 00:00    | 每週一至週日更新一集                                                                                              |
| LINE TV                  | 臺灣     | 2022年4月22日 | 00:00    | VIP會員 - 每週五24：00 更新 非會員 - 每週五至週日更新                                                             |
| MyVideo                  | 臺灣     | 2022年4月22日 | 24:00    | 每週五，更新10集                                                                                                  |
| Astro双星                | 马来西亚 | 2022年5月1日  | 19:00    | 每晚，更新1集 |
| LiTV 線上影視            | 臺灣     | 2022年4月22日 |          | 每週五至週日更新                                                                                                  |
| TRUE ID                  | 泰國     | 2022年4月19日 |          | |

## 劇情介紹
該劇講述李溪成（任嘉倫 饰）原入队前曾是救火英雄，带着光环入队，但却深受无情现实打击。为将这一批新入队的队员磨练成真正“特勤精英”，中队副队长叶启恒 （韩宇辰 饰）特制训练计划，磨练李溪成们的心性与意志。在历经仓库失火，化工泄露、重大车祸与连环爆炸等生死考验后，李溪成内心真正感受到作为一名消防特勤队员，面对的不只危机四伏的险情，在和对102事故念念不忘的火查员温亦冰（陳小紜 饰）等队友伙伴的砥砺成长中，在面对过去的生死情、战友情，李溪成看到了这支队伍的高贵灵魂。最终，李溪成找到了自己为之终身奋斗的事业，在消队一线，成为一个真正的逆行英雄，赴汤蹈火，皆为忠诚 。

## 登場人物

### 主要演員
| 演員   | 角色   | 人物介紹 |
| 任嘉倫 | 李溪成 | 市井青年，跑酷技术过人。他在一次救火中挺身而出，进而得到消防大队长的青睐，经训练合格后正式加入消防队伍。在市消防中队中，他结识了火调员温亦冰，两人合力解开陈年纵火案疑团，缘分也悄然萌芽。他入队前曾是救火英雄，从一个缺乏纪律性的“混小子”脱胎换骨，成长为守护一方平安的优秀消防战士。                 |
| 陳小紜 | 温亦冰 | 夏城安定消防站火调员，主要负责火灾后的调查寻找证据还原真相。她既有女强人一样的干练豁达，也会偶尔有女生一样的小迷糊，聪颖大方，机智可爱，洞悉世事，有着一颗真挚而且执着的真心。沉稳冷静，赴汤蹈火，竭诚为民。火调，就是让沉默的废墟“开口说话”。查明真相，让灾难概率减少，火灾调查员无愧是另一种逆行者。 |

### 消防站 / 蓝焰特勤
| 演員   | 角色   | 人物介紹 |
| 韩宇辰 | 叶启恒 | 消防站副站长，外表严肃板正却拥有炽热内心。自我要求极高的铁血老兵，在新兵眼里是个顶级消防员的存在，十年的抢险救灾经验，使他成为当之无愧的铁血“兵王”。他是个满载荣誉的消防员，只认能力、不讲情面。他一直对李溪成有“偏见”，在蓝焰特勤中队特训中逐渐对李溪成的态度改观，两人最终成为患难与共的兄弟战友。 |
| 王碩   | 趙天樂 | 溫亦冰的弟弟。 |
| 李雨轩 | 王一山 | 蓝焰特勤，钢铁班班长。自加入消防以来，他和叶启恒便是远近闻名的绝代双骄，两人是劲敌，也是惺惺相惜的朋友。他在蓝焰特勤队不敢放松，没日没夜的训练为的是有朝一日与叶启恒一决高下。当叶启恒所带的七班横空出世，他因此对其冷眼相待，指出七班种种问题，帮助停滞不前的七班达到了全新的高度。                 |
| 宋文作 | 冯喆   | 卫生员，阳光纯净，消防版“许三多”。他崇拜英雄，崇拜冲锋陷阵、救人于火之中的消防战士，儿时经历令他心里早早埋下“成员消防员”的种子，但碍于体质不好，只能辗转学医。卫校毕业后，他积极参加消防选拔，终于以卫生员的身份进入了梦寐以求的消防队伍。                                                           |
| 安笑歌 | 孟凡   | 消防老兵，自小在孤儿院长大，成年后依靠个人能力考入消防队。他表面看起来江湖气十足，仗义豪爽，大大咧咧，实则内心细腻敏感得多。他非常清楚对自己来说生命中最重要的是什么，感念于消防赐予自己的一切，将所在的消防中队视为自己的家，竭尽所能地想对每一个人好，会习惯性地给予他人的照顾和帮助却不求回报。   |
| 周征波 | 吴长茂 | 安定消防站站長。 |
| 霍青   | 张晓峰 | 二级指挥长，胸中有大旗、人性化、个性化、视野开阔。消防职业化的舵手，充满智慧，高瞻远瞩，全局观明确，极具情怀，有着不怒自威的气势。对于队伍建设和消防职业化，胸中有大旗，能一眼看穿事情本质，善于引导和布局。                                                                                         |

### 其他演員
| 演員   | 角色   | 人物介紹                                                         |
| 谢林彤 | 贺蓁蓁 | 夏城记者，始于理想，忠于信仰。有幸与火焰蓝共同成长。喜歡叶启恒。 |
| 王若麟 | 何然   | 警察，溫亦冰的前男友。                                           |

## 电视剧原聲帶
| 《藍焰突擊》电视剧原声带 | 《藍焰突擊》电视剧原声带   | 《藍焰突擊》电视剧原声带 | 《藍焰突擊》电视剧原声带 | 《藍焰突擊》电视剧原声带 | 《藍焰突擊》电视剧原声带 |
| 曲序                     | 曲目                       |                          | 作曲                     | 编曲                     | 演唱                     |
| ------------------------ | -------------------------- | ------------------------ | ------------------------ | ------------------------ | ------------------------ |
| 1.                       | 《逆光行者》（片頭曲）     | 莫艷琳                   | 王雪野                   | 黎子琨                   | 郭靜                     |
| 2.                       | 《在陽光下等你》（片尾曲） | 莫艷琳                   | 周潔穎                   | 茶茶 @NayyaTea Studio    | 任嘉伦                   |
| 3.                       | 《未言》（插曲）           | 莫艷琳                   | 王雪野                   | 何山                     | 汪睿                     |

## 收视率
| 中国 江蘇卫视 首播收视率 （CSM59 4+） |               |        |          |      |          |
| 集數                                  | 播出日期      | 收视率 | 收视份额 | 排名 | 備註     |
| 1                                     | 2022年4月16日 | 0.837  | 3.214    | 4    | 上星首播 |
| 2-4                                   | 2022年4月17日 | 0.716  | 3.013    | 4    |          |
| 5-7                                   | 2022年4月18日 | 0.797  | 3.412    | 4    |          |
| 8-9                                   | 2022年4月19日 | 1.013  | 4.193    | 2    |          |
| 10-11                                 | 2022年4月20日 | 0.818  | 3.457    | 4    |          |
| 12-13                                 | 2022年4月21日 | 0.836  | 3.599    | 3    |          |
| 14-15                                 | 2022年4月22日 | 0.682  | 2.729    | 6    |          |
| 16                                    | 2022年4月23日 | 0.930  | 3.753    | 2    |          |
| 17-18                                 | 2022年4月24日 | 0.883  | 3.723    | 2    |          |
| 19-20                                 | 2022年4月25日 | 0.824  | 3.441    | 3    |          |
| 21-22                                 | 2022年4月26日 | 0.798  | 3.359    | 4    |          |
| 23-24                                 | 2022年4月27日 | 0.815  | 3.497    | 3    |          |
| 25-26                                 | 2022年4月28日 | 0.803  | 3.347    | 4    |          |
| 27-28                                 | 2022年4月29日 | 0.744  | 2.941    | 5    |          |
| 29                                    | 2022年4月30日 | 0.956  | 3.655    | 5    |          |
| 30-31                                 | 2022年5月1日  | 0.714  | 2.907    | 3    |          |
| 32-33                                 | 2022年5月2日  | 0.955  | 3.947    | 3    | 上星收官 |

1. 数据由广视索福瑞提供，调查范围为四岁以上之观众。
2. 以上收视排名包括央视在内。
3. 数据来源：卫视这些事儿

## 媒体评价
- 人民日報：《藍燄突擊》講述消防員成長故事[5]
- 新快報：任嘉倫變身消防員獻出入行以來多個“唯一”[6]
- 北京晚報：《藍焰突擊》全景還原消防員工作生活[7]
- 聯合早報：被封“虐劇男主專業戶” 任嘉倫演戲代入感強[8]
- 齊魯晚報：消防題材熱，“藍朋友”火起來[9]
- 新聞晨報 & 中國新聞網：任嘉倫難忘運動員經歷，以體育精神拼搏娛樂圈[10]

## 記事
- 2019年8月6日，官方微博發佈概念海報，並首次公開主創陣容[11]。
- 2019年8月27日，官方微博發佈拍攝訓練日視頻[12]。
- 2019年10月14日，全劇官宣殺青[13]，並於官方微博發佈演員人物劇照[14]。
- 2019年11月8日，官方微博發佈一組消防員主題人物海報[15]。
- 2019年11月9日，因應119全國消防日，於官方微博發佈一周年片花[16]。
- 2020年10月19日，騰訊閲文新麗2020年度發佈會舉辦，現場發佈新物料[17]。
- 2022年4月14日，官方微博發佈任嘉倫訓練花絮[18]。
- 2022年4月15日，官方微博發佈定檔江蘇衛視幸福劇場、優酷獨家播出[19]。
- 2022年4月16日，江蘇衛視幸福劇場、優酷VIP會員開播。

## 外部連結
- 《电视剧蓝焰突击》的新浪微博
- 豆瓣电影上《藍焰突擊》的資料 （简体中文）

## 电视节目的变迁
| 中国大陆 江蘇衛視 幸福劇場 19:30 | 中国大陆 江蘇衛視 幸福劇場 19:30         | 中国大陆 江蘇衛視 幸福劇場 19:30 |
| -------------------------------- | ---------------------------------------- | -------------------------------- |
|                                  | 藍焰突擊 （2022年4月16日－2022年5月2日） |                                  |
| —                                | —                                        |                                  |

| 香港 港台电视31 國劇夜場 星期一至五 21:30 - 22:30 | 香港 港台电视31 國劇夜場 星期一至五 21:30 - 22:30 | 香港 港台电视31 國劇夜場 星期一至五 21:30 - 22:30 |
| ------------------------------------------------- | ------------------------------------------------- | ------------------------------------------------- |
|                                                   | 藍焰突擊 （2022年9月13日 - 2022年）               |                                                   |
| 重生之門 （2022年8月8日 - 2022年9月12日）         | —                                                 |                                                   |

| 马来西亚 Astro 双星 HD 每晚 19:00 - 20:00  | 马来西亚 Astro 双星 HD 每晚 19:00 - 20:00 | 马来西亚 Astro 双星 HD 每晚 19:00 - 20:00 |
| ------------------------------------------ | ----------------------------------------- | ----------------------------------------- |
|                                            | 蓝焰突击 （2022年5月1日 - 2022年6月2日）  |                                           |
| 相逢时节 （2022年3月24日 - 2022年4月30日） | 盛装 （2022年6月3日 - 2022年7月1日）      |                                           |